# F.C.V. Dender E.H.
Der Football Club Verbroedering Dender Eendracht Hekelgem ist ein belgischer Fußballverein.

## Geschichte
Der Klub ist 2005 aus der Fusion von FC Verbroedering Dender EH und Verbroedering Denderhoutem entstanden. Ersterer war selber erst 2001 der Zusammenschluss des 1952 gegründeten FC Denderleeuw und des 1963 geschaffenen FC Eendracht Hekelgem.

### Verbroedering Denderhoutem
Am 9. März 1943 wurde in Denderhoutem Verbroedering Denderhoutem gegründet, die im August desselben Jahres unter der Nummer 3900 beim Belgischen Fußballverband registriert wurden. Erste Erfolge stellten sich in den 1980er Jahren ein, als man zwischen der vierten Liga und der ersten regionalen Liga pendelte. 1996 stieg Verbroedering Denderhoutem in die vierte Liga auf, 1998 qualifizierte sich die Mannschaft als Tabellenführer für die Aufstiegsspiele zur Derde Klasse/Division 3. Dort schlug man Eendracht Hekelgem im entscheidenden Spiel mit 2:0 und schaffte den Aufstieg. Denderhoutem wurde in seiner ersten Drittligasaison Tabellensechster. In der folgenden Saison spielte Verbroedering Denderhoutem gegen den Abstieg, konnte sich jedoch am Ende mit fünf Punkten Vorsprung auf Standaard Wetteren retten. Nach Mittelfeldplätzen 2001 und 2002 belegte Verbroedering 2003 mit 29 Punkten den Relegationsplatz der dritten Liga und musste nach einer 2:3-Niederlage gegen KSV Bornem in die Viertklassigkeit absteigen. Verbroedering schaffte aber mit 22 Siegen bei nur 2 Niederlagen den direkten Wiederaufstieg und schaffte 2005 den vierten Tabellenrang in der dritten Liga. Anschließend schloss der Klub sich mit dem FC Denderleeuw E.H. zusammen.

### FC Denderleeuw
1952 entstand im nahe gelegenen Denderleeuw der Football Club Denderleeuw, der 1953 dem Verband beitrat. Der FC Denderleeuw erreichte 1973 die dritte Liga, wo der Klub auf Anhieb Tabellensechster wurde. In der folgenden Saison wurde jedoch als Drittletzter der Klassenerhalt verpasst. Durch schlechte Resultate stieg der Klub in den 1980er Jahren bis in die zweite regionale Liga ab, ehe es in den 1990er Jahren wieder aufwärtsging und man in der Saison 1993/94 wieder drittklassig spielte.
1995 wurde die Mannschaft Vizemeister hinter RFC Kapellen und qualifizierte sich somit für die Aufstiegsspiele zur zweiten Liga, wo man in der Vorschlussrunde am KFC Turnhout mit 2:3 nach Verlängerung scheiterte. In der folgenden Saison erreichte der Klub mit einem dritten Tabellenrang ebenso die Aufstiegsspiele. Dieses Mal setzte sich die Mannschaft durch und begleitete Royale Union Saint-Gilloise und Olympique Charleroi in die Zweitklassigkeit. Nach einem siebten Tabellenrang 1997 qualifizierte sich der FC Denderleeuw ein Jahr später als Tabellenvierter für die Aufstiegsspiele zur Erste Division, scheiterte jedoch dort als Zweiter hinter KV Kortrijk.
In der Saison 1998/99 sorgte Denderleeuw für eine Überraschung, als im Pokalachtelfinale der RSC Anderlecht besiegt wurde, jedoch scheiterte die Mannschaft im Viertelfinale an SC Lokeren. Am Ende der Saison wurde der Klub Tabellenachter. In den beiden folgenden Jahren wurde die Mannschaft jeweils Neunter, ehe 2001 die Fusion mit Ligakonkurrent Eendracht Hekelgem erfolgte.

### FC Eendracht Hekelgem
1963 wurde der FC Eendracht Hekelgem aus der Taufe gehoben, der zunächst dem katholischen Fußballverband beitrat und erst 1965 Mitglied des offiziellen belgischen Verbandes wurde. Wie die beiden anderen Vereine spielte Eendracht Hekelgem in den Anfangsjahren nur unterklassig in Amateurligen.
1991 gelang Eendracht Hekelgem erstmals der Aufstieg in die vierte Liga. 1997 schaffte Eendracht Hekelgem dort als Vizemeister hinter FC Schoten die Qualifikation für die Aufstiegsspiele zur dritten Liga, scheiterte jedoch an VO Aarschot im Elfmeterschießen. Ein Jahr später wurde der Klub erneut Zweiter und verlor gegen Verbroedering Denderhoutem mit 0:2. Im anschließenden Spiel um den dritten Aufstiegsplatz deklassierte Eendracht jedoch Stade Löwen mit 6:1 und folgte dem späteren Fusionspartner.
Eendracht Hekelgem konnte sich 1999 als Tabellendritter für die Aufstiegsspiele zur Zweitklassigkeit qualifizieren, wo zwar gegen KMSK Deinze das entscheidende Spiel mit 0:3 verloren wurde, aber wegen des Rückzugs des KFC Herentals der Durchmarsch in die zweite Liga perfekt gemacht wurde. Nach einem zwölften Platz im ersten Jahr beendete die Eendracht die Saison 2000/01 als Vorletzter auf einem Abstiegsplatz. In der Sommerpause fusionierte der Klub jedoch mit dem FC Denderleeuw.

### FC Denderleeuw E.H.
In der Sommerpause 2001 fusionierten die FC Denderleeuw und Eendracht Hekelgem zu FC Denderleeuw E.H. Der zusammengeschlossene Klub wurde in seiner ersten Saison 13. der zweiten Liga. In der folgenden Saison verpasste Denderleeuw nur knapp hinter SV Zulte-Waregem die Aufstiegsspiele. Mit nur drei Siegen folgte Denderleeuw 2004 dem Beispiel von Verbroedering, die im Vorjahr abgestiegen waren, und stieg als Tabellenletzter in die Drittklassigkeit ab. Als Tabellenneunter konnte sich der Klub für die Aufstiegsspiele qualifizieren. Dort scheiterte die Mannschaft in der Vorschlussrunde jedoch an Oud-Heverlee Löwen. In der Sommerpause gaben Verbroedering und der FC Denderleeuw E.H. ihre Fusion bekannt, gespielt wurde unter der Registrationsnummer des ältesten Vereins, Verbroedering Denderhoutem.

### Gemeinsame Geschichte
Der frisch zusammengeschlossene Klub wurde unter dem Namen FC Verbroedering Dender Eendracht Hekelgem Meister der dritten Liga und stieg somit direkt in die Zweitklassigkeit auf, ehe man 2011/12 als Vorletzter den Gang in die dritte Liga antreten musste.

## Kader 2024/25
Stand: 2. März 2025
| Nr. |            | Position | Name                 |
| --- | ---------- | -------- | -------------------- |
| 3   | Belgien    | AB       | Joedrick Pupe        |
| 4   | Frankreich | AB       | Bryan Goncalves      |
| 5   | Polen      | AB       | Karol Fila           |
| 6   | Belgien    | MF       | Kéres Masangu        |
| 7   | Belgien    | MF       | Ridwane M'Barki      |
| 8   | Belgien    | MF       | Jasper Van Oudenhove |
| 9   | Belgien    | ST       | Michael Lallemand    |
| 10  | Belgien    | MF       | Lennard Hens         |
| 11  | Frankreich | ST       | Aurélien Scheidler   |
| 13  | Belgien    | TW       | Julien Devriendt     |
| 15  | Belgien    | MF       | Danny Fofana         |
| 16  | Tschechien | MF       | Roman Květ           |
| 17  | Belgien    | MF       | Noah Mbamba          |
| 18  | Belgien    | MF       | Nathan Rôdes         |
| 19  | Nigeria    | ST       | Jordan Kadiri        |

| Nr. |             | Position | Name                 |
| --- | ----------- | -------- | -------------------- |
| 20  | Slowakei    | AB       | David Hrnčar         |
| 21  | Belgien     | AB       | Kobe Cools           |
| 22  | Belgien     | AB       | Gilles Ruyssens      |
| 23  | Belgien     | MF       | Desmond Acquah       |
| 24  | Frankreich  | MF       | Malcolm Viltard      |
| 26  | Indonesien  | ST       | Ragnar Oratmangoen   |
| 29  | England     | AB       | Tom Holmes           |
| 30  | Frankreich  | TW       | Guillaume Dietsch    |
| 33  | Belgien     | AB       | Darryl Nkulikiyimana |
| 34  | Niederlande | TW       | Michael Verrips      |
| 53  | Guinea-a    | AB       | Dembo Sylla          |
| 77  | Belgien     | ST       | Bruny Nsimba         |
| 88  | Belgien     | AB       | Fabio Ferraro        |
| 90  | Belgien     | ST       | Mohamed Berto        |

## Trainer
- Johan Boskamp (1988–1989, 2007–2009)
- Vital Borkelmans (2010–2012)